# Roar Grønvold
Roar Grønvold (ur. 19 marca 1946 w Hvittingfoss) – norweski łyżwiarz szybki, dwukrotny medalista olimpijski oraz wicemistrz świata.

## Kariera
Największe sukcesy w karierze Roar Grønvold osiągnął w 1972 roku, kiedy podczas igrzysk olimpijskich w Sapporo zdobył srebrne medale w biegach na 1500 i 5000 m. W obu przypadkach zwyciężał Holender Ard Schenk. W tym samym roku zdobył też srebrny medal na wielobojowych mistrzostwach świata w Oslo. Uległ tam tylko Schenkowi, a trzecie miejsce zajął inny reprezentant Holandii, Jan Bols. W 1972 roku zdobył też srebro na mistrzostwach Europy w wieloboju w Davos. Startował również na igrzyskach w Grenoble w 1968 roku, zajmując trzynaste miejsce w biegu na 500 m.
W 1972 był mistrzem Norwegii w wieloboju.
Po zakończeniu kariery sportowej został trenerem. Pracował także jako fizjoterapeuta.

### Mistrzostwa świata
- Mistrzostwa świata w wieloboju
  - srebro – 1972